# 纽夫洛·德查韦斯县

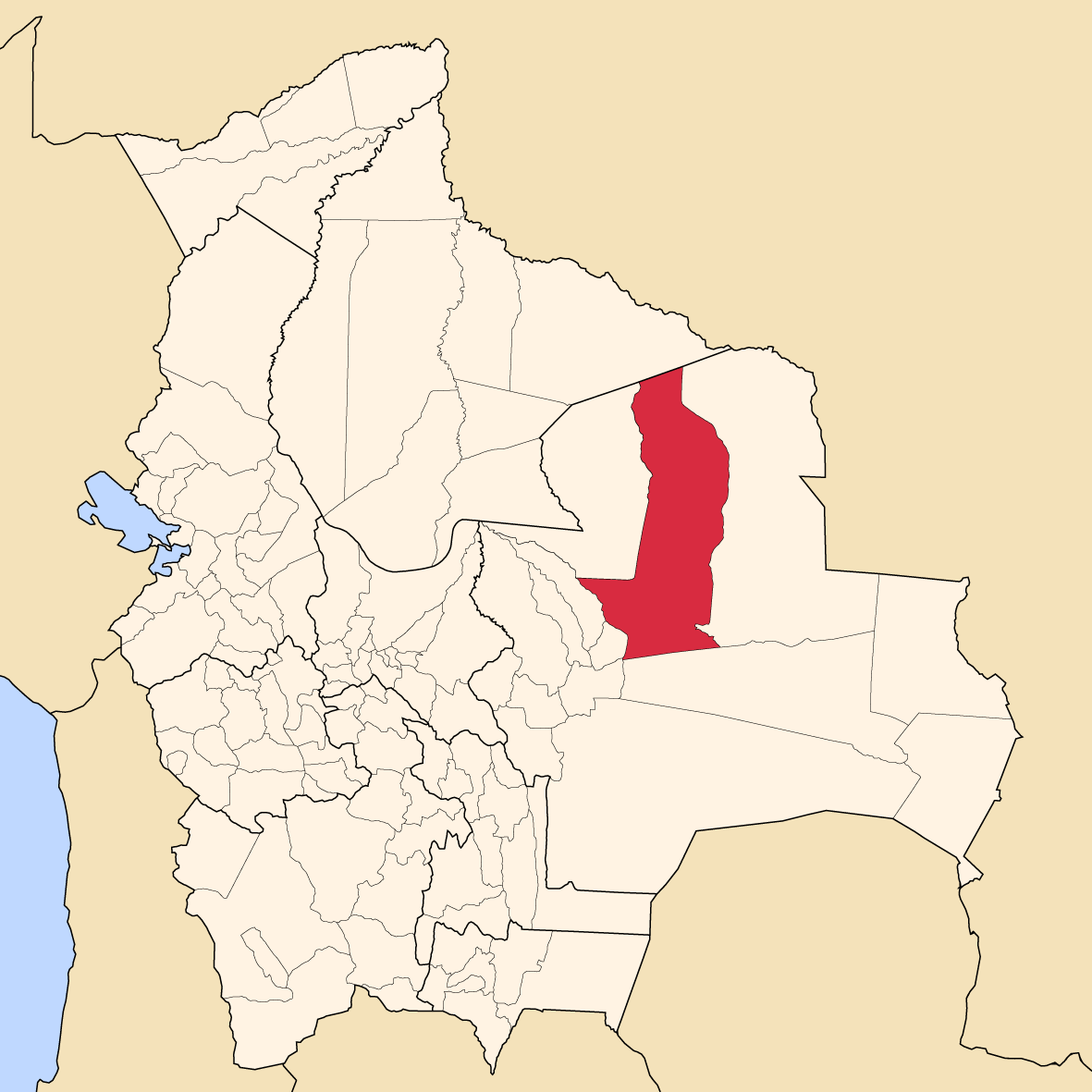

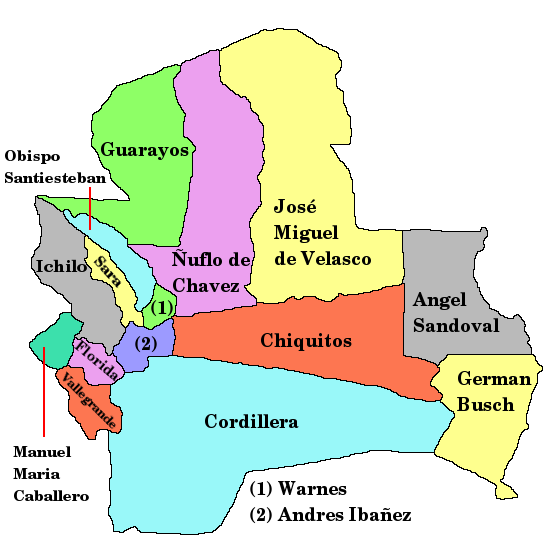

紐夫洛·德查韋斯县（西班牙語：Provincia Ñuflo de Chaves），是玻利維亞的县份，位於該國東部，屬於聖克魯斯省的一部分，县府設於康塞普西翁，面積54,150平方公里，2001年人口93,997，人口密度每平方公里1.7人。